# Ferraiolo

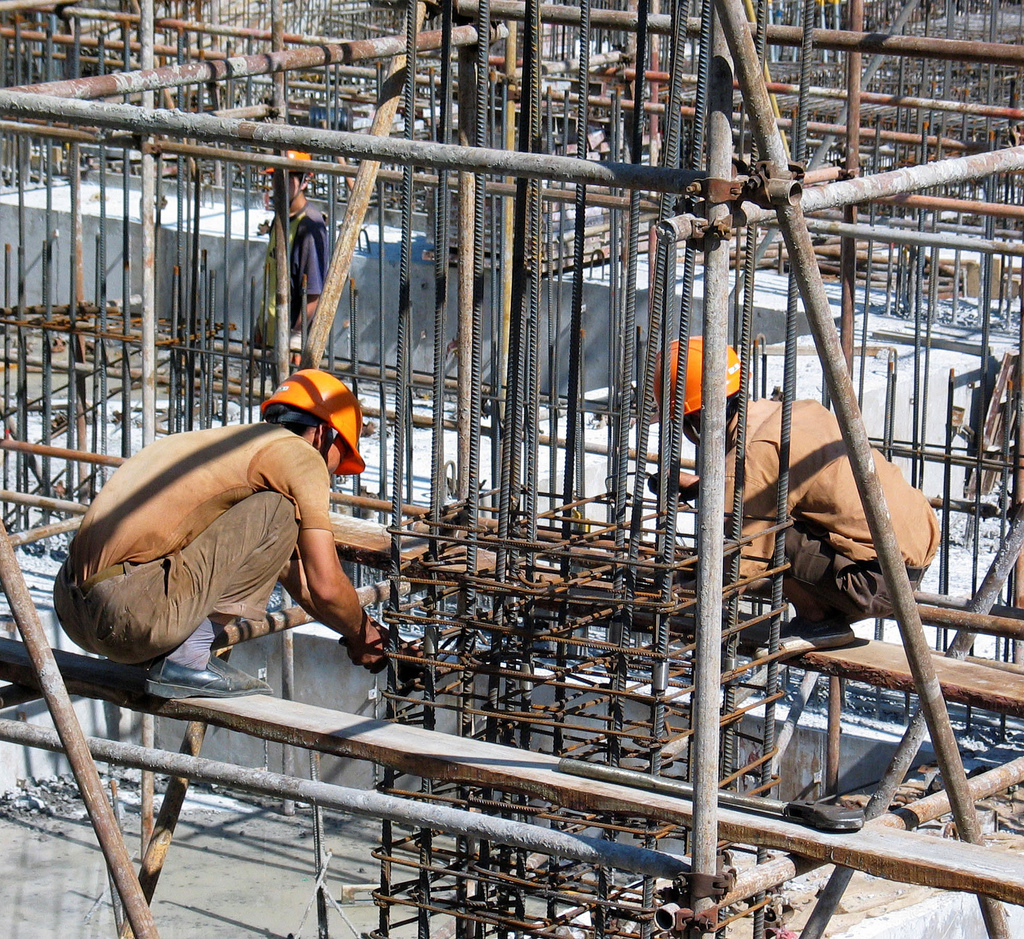
Ferraioli al lavoro

Il ferraiolo è, in via generale, un artigiano edile che lavora con il ferro. 

## Attività e competenze
In campo edile, il termine ferraiolo indica una specifica professionalità, quella delle persone che, sulla base di disegni studiati dal progettista, realizzano le armature metalliche delle strutture in cemento di qualsiasi tipo. Il ferraiolo opera nella realizzazione del cemento armato assemblando barre di ferro, più comunemente chiamate "tondini", e staffe, con l'ausilio del filo di ferro che, posto attorno ai punti di giunzione dei ferri, rende la struttura costruita dal ferraiolo stabile tanto quanto basta per poterci camminare sopra, in modo da assicurarsi che il calcestruzzo riempia per bene tutta l'armatura costruita, in modo da ottenere una struttura solida e staticamente omogenea.
Questa categoria di lavoratori si è evoluta progressivamente, volgendo la loro attività anche presso una propria sede diventando imprenditori. Essi, con l'ausilio di macchinari tagliano e piegano i todini che non sono più solo in barre ma anche in rotoli (fino al diametro 16 mm, ma ormai 20-25 mm come già fanno alcune acciaierie). Talvolta in questi centri di sagomatura i tondini non sono solo tagliati e sagomati, ma vengono “preassemblati” in stabilimento interi elementi strutturali come travi e pilastri. In questo modo le armature vengono preparate con maggiore cura per via delle attrezzature specialistiche di cui si dispone e si abbreviano notevolmente i tempi di costruzione perché gli elementi arrivano in cantiere già pronti.
Le più recenti normative regolamentari italiane, emanate dal "Consiglio Superiore dei Lavori Pubblici”, hanno riconosciuto queste imprese che svolgono questa nuova attività definendoli come “Centri di Presagomatura”. Questa attività è stata anche regolamentata imponendo una serie di controlli per garantire la conformità delle armature realizzate. Non si deve dimenticare infatti che le armature in acciaio costituiscono assieme al calcestruzzo , la parte strutturale dei fabbricati in cemento armato.
I formati di filo di ferro utilizzato per legare i "tondini" sono: a rotoli,  a bobina, a legacci.

## Attrezzi utilizzati

### Attrezzi per piegare
- Macchina piegaferro elettrica
- Curvatore
- Piegastaffe

### Attrezzi per tagliare
- Cesoia elettrica
- Cesoia a leva
- Tagliabulloni

### Attrezzi per legare
- Tenaglia
- Torcitore automatico
- Torcitore manuale
- Legatrice automatica